# Old Bet

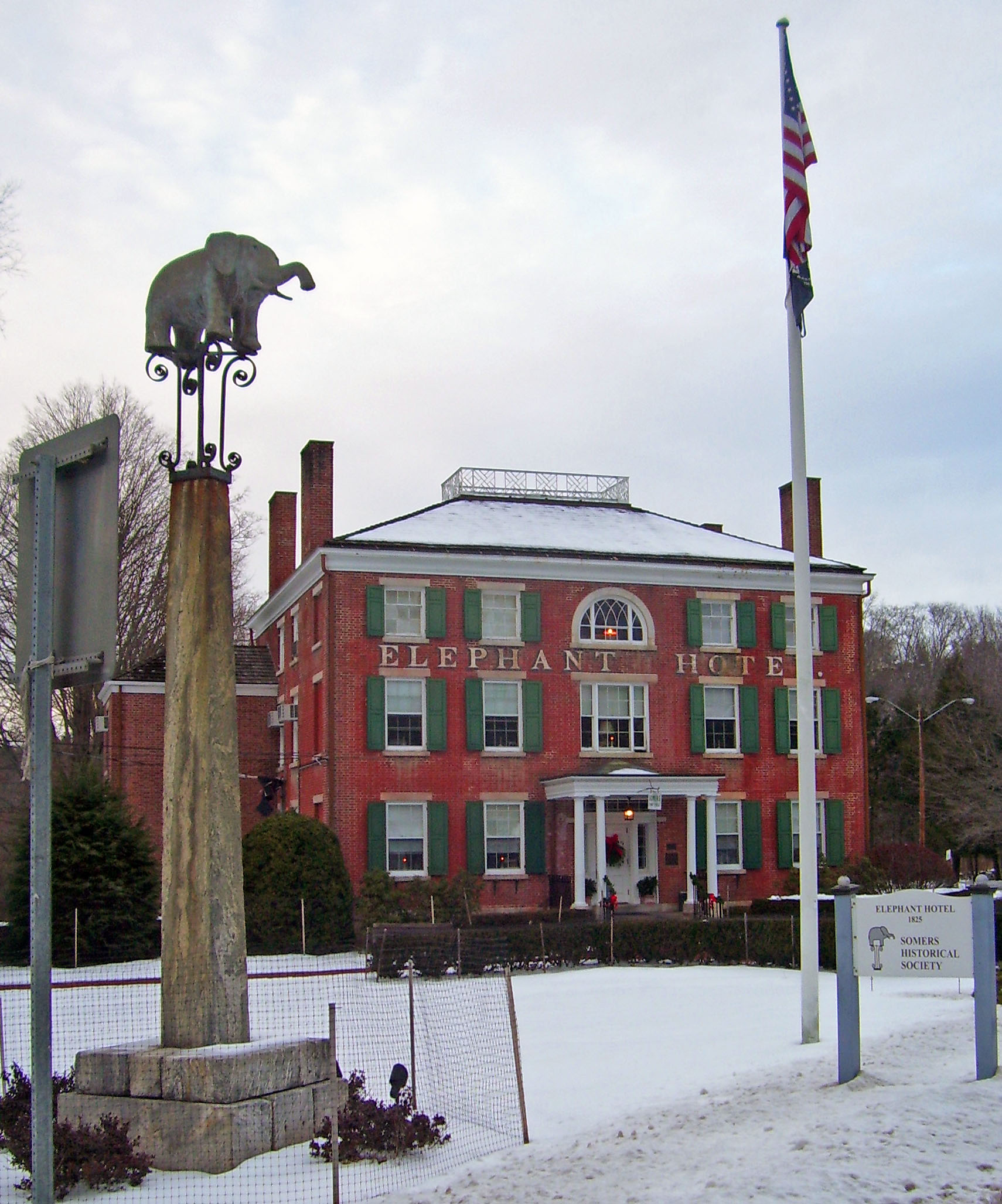
Statue of Old Bet devant l'Elephant Hotel, à Somers, New York.

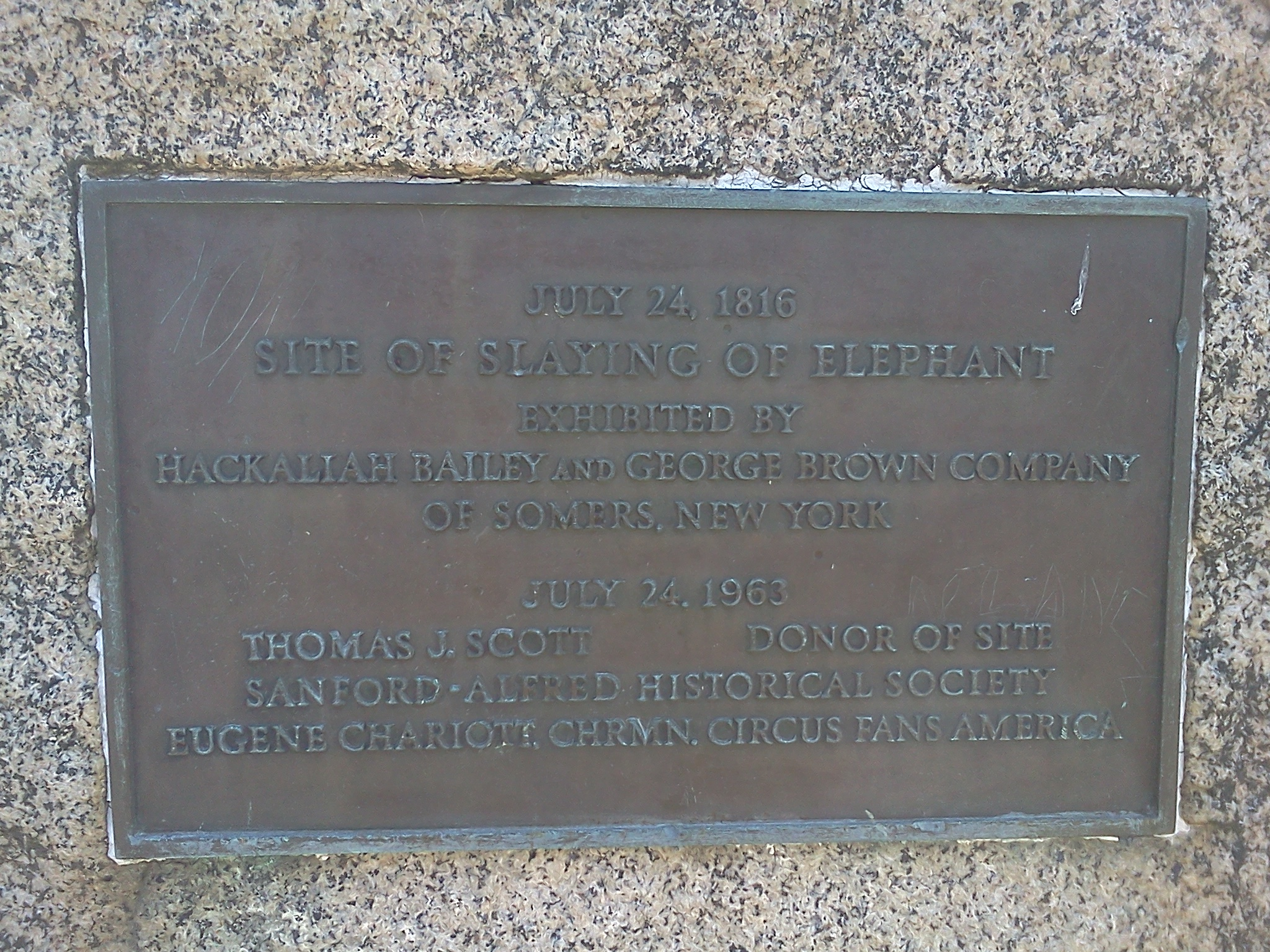
Marqueur de site à Alfred, ME, où Old Bet a été tué.

Old Bet (décédé le 24 juillet 1816) était une éléphante, connue pour avoir été le premier éléphant de cirque et le deuxième éléphant amené aux États-Unis. Il a été rapporté qu'un éléphant avait été amené aux États-Unis en 1796, mais il n'est pas certain que ce soit l'éléphant qui a par la suite été nommé Old Bet,.

## Biographie
Le premier éléphant importé aux États-Unis remonte à 1796, à bord de l' América qui a appareillé de Calcutta pour New York le 3 décembre 1795. Cependant, il n’est pas certain que c’était Old Bet. Les premières références à Old Bet commencent en 1804 à Boston dans le cadre d'une ménagerie. En 1808, alors qu'il résidait à Somers, dans l'État de New York, Hachaliah Bailey a acheté l'éléphante de la ménagerie pour 1 000 dollars et l'a baptisée "Old Bet",.
Le 24 juillet 1816, Old Bet fut tuée lors d'une tournée près d'Alfred, dans le Maine, par l'agriculteur local Daniel Davis, qui l'abattit par balle et fut ultérieurement déclaré coupable du crime. Alors que beaucoup de gens croient que le fermier pensait que payer pour voir un animal était un péché, une autre raison présumée est la jalousie.

## Héritage
En 1821, le musée américain Barnum à New York annonça avoir acheté la peau et les os de Old Bet et monté les restes au musée. L'éléphant a été commémoré en 1825 avec une statue et l'Elephant Hotel à Somers, New York. En 1922, l'éléphant John L. Sullivan parcourut une distance de 100 km pour déposer une gerbe de fleurs en souvenir de Old Bet près de sa statue commémorative,.